# Pentametilciclopentadieno
El 1,2,3,4,5-pentametilciclopentadieno es un dieno cíclico con la fórmulaC
5(CH
3)
5H, a menudo escrito como C
5Me
5H, donde Me es CH
3 Es un líquido incoloro. 
El 1,2,3,4,5-pentametilciclopentadieno es el precursor del ligando 1,2,3,4,5-pentametilciclopentadienilo, que a menudo se denota Cp* (C
5Me
5) y se lee como "C P estrella", la "estrella" significa los cinco grupos metilo que irradian desde el núcleo del ligando. Por tanto, la fórmula del 1,2,3,4,5-pentametilciclopentadieno también se escribe Cp*H. A diferencia de los derivados de ciclopentadieno menos sustituidos, el Cp*H no es propenso a la dimerización.

## Síntesis

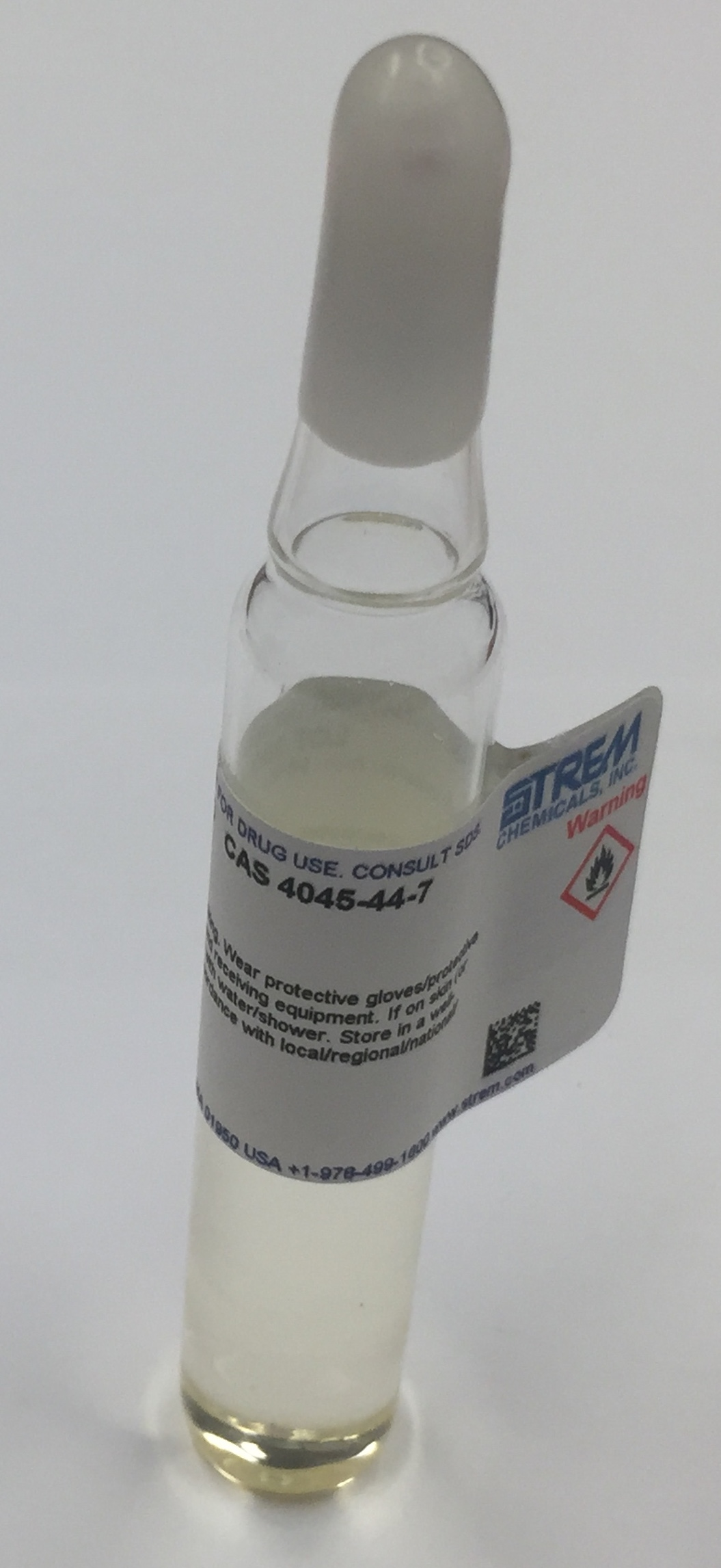
Muestra de pentametilciclopentadieno en ampolla.

El pentametilciclopentadieno se encuentra disponible comercialmente. Se preparó por primera vez a partir de trans-2-metil-2-butenal y 2-butenillitio, a través de la 2,3,4,5-tetrametilciclopent-2-enona, con una reacción de ciclización de Nazarov como paso clave.
Alternativamente, el 2-butenil-litio se agrega al acetato de etilo seguido de una deshidrociclización catalizada por ácido:

## Derivados organometálicos
El Cp*H es un precursor de los compuestos organometálicos que contienen el anión C
5Me−
5 como ligando, comúnmente denominado Cp*−.
Algunas reacciones representativas que conducen a dichos complejos de Cp*–metal son las siguientes:
Desprotonación con n-butil-litio :
Cp*H + C4H9Li → Cp *Li + C4H10
Síntesis de tricloruro de (pentametilciclopentadienil)titanio:
Cp* Li + TiCl4 → Cp*TiCl3 + LiCl
Síntesis del dímero de dicarbonilo de (pentametilciclopentadienil)hierro a partir de pentacarbonilo de hierro:
2 Cp*H + 2 Fe(CO)5 ]] → [ η 5-Cp*Fe(CO)2]2 + H2 + 6 CO
Algunos complejos Cp* se preparan mediante transferencia de sililo:
Cp*Li + Me3 SiCl → Cp*SiMe3 + LiCl
Cp*SiMe3 + TiCl4 → Cp*TiCl3 + Me3SiCl
Una ruta ahora obsoleta para obtener complejos Cp* implica el uso de hexametilbenceno Dewar. Este método se utilizó tradicionalmente para la preparación de los dímeros con puente de cloro [Cp*IrCl2]2 y [Cp*RhCl2]2, pero se ha descontinuado con la mayor disponibilidad comercial de Cp*H. Estas síntesis se basan en una transposición inducida por haluro de hidrógeno del hexametilbenceno Dewar a un pentametilciclopentadieno sustituido antes de la reacción con el hidrato de cloruro de iridio (III) o cloruro de rodio (III).

### Comparación con otros ligandos Cp

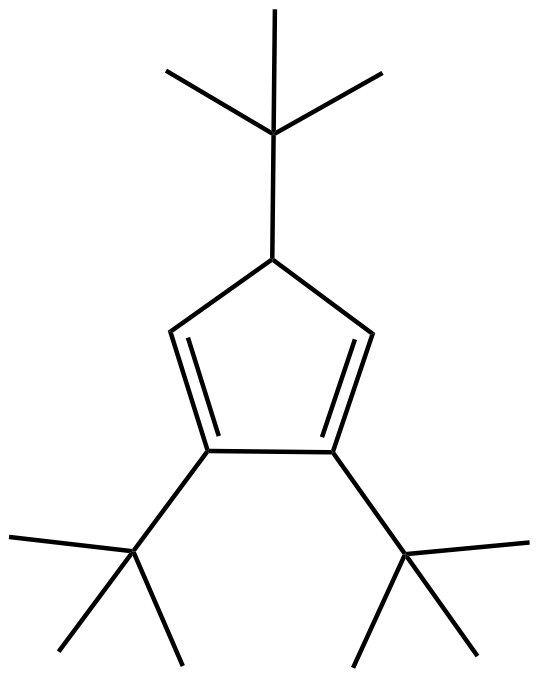
Estructura de ^{t}Bu_{3}C_{5}H_{3}, un ciclopentadieno voluminoso prototípico

Los complejos de pentametilciclopentadienilo difieren en varios aspectos de los derivados de ciclopentadienilo (Cp) más comunes. Al ser más rico en electrones, el Cp* − es un donante más fuerte y la disociación, como el deslizamiento del anillo, es más difícil con Cp* que con Cp. El ligando fluorado, (trifluorometil)tetrametilciclopentadienilo, C5Me4CF3, combina las propiedades de Cp y Cp*: posee la masa estérica de Cp* pero tiene propiedades electrónicas similares a Cp, siendo la donación de electrones de los grupos metilo "cancelada" por la naturaleza aceptora de electrones del sustituyente trifluorometilo. Su volumen estérico estabiliza complejos con ligandos frágiles. Su volumen también atenúa las interacciones intermoleculares, disminuyendo la tendencia a formar estructuras poliméricas. Sus complejos también tienden a ser más solubles en disolventes no polares. El grupo metilo en los complejos Cp* puede sufrir una activación C–H dando lugar a " complejos tuck-in ". Se sabe que los ligandos de ciclopentadienilo voluminosos tienen una carga estérica mucho mayor que el Cp*.